# Tapio Rautavaara

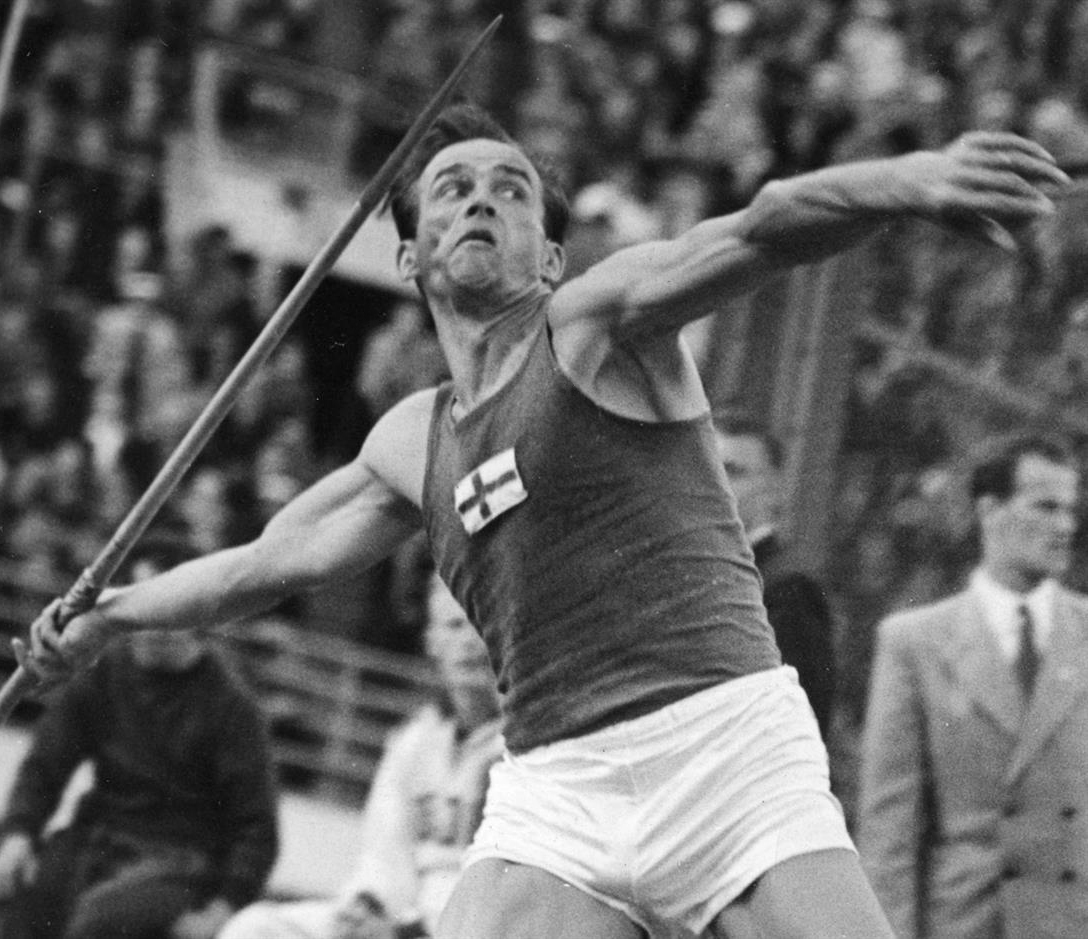
Tapio Rautavaara in actie als speerwerper in 1949.

Kaj Tapio (Tapio) Rautavaara (Pirkkala, 8 maart 1915 – Helsinki, 25 september 1979) was een Finse atleet, die gespecialiseerd was in het speerwerpen. Hij werd olympisch kampioen en meervoudig Fins kampioen in deze discipline. Hiernaast genoot hij ook bekendheid als zanger en acteur.

## Biografie

### Jeugd en oorlog
Rautavaara groeide op met zijn alleenstaande moeder en volgde onderwijs tot een elementair niveau. Toen de oorlog uitbrak in 1939 had hij gewerkt als wegwerker, houthakker en winkelbediende in een Finse coöperatie. Zijn diensttijd volbracht hij bij de Finse marine. Doordat de marine niet erg actief was aan het begin van de oorlog, mocht hij blijven werken in de coöperatie. Later werd hij opgeroepen en vocht hij twee jaar mee in de frontlinie. In 1943 werd hij overgedragen aan een afdeling die zorgde voor het vermaak van troepen en werkte hij als radioverslaggever bij het in Oost-Karelië gebaseerde radiostation Aunus Radio. In deze tijd werd hij bekend bij de soldaten. In de zomer van 1944 moesten de Finnen zich terugtrekken uit Oost-Karelië en werd Rautavaara's radiocarrière beëindigd.

### Atletiek
Als atleet boekte Rautavaara zijn eerste grote internationale succes in 1946 bij de Europese kampioenschappen in Oslo. Met 66,40 m behaalde hij een bronzen medaille achter de Zweed Lennart Atterwall (goud; 68,74) en zijn landgenoot Yrjö Nikkanen (zilver; 67,50). Op de Olympische Spelen van 1948 in Londen vertegenwoordigde hij Finland bij het speerwerpen. Met een beste poging van 69,77 veroverde hij een gouden medaille en versloeg hiermee de Amerikaan Steve Seymour (zilver; 67,56) en de Hongaar József Várszeg (brons; 67,03). In 1950 stapte Tapio Rautavaara over op het boogschieten. Acht jaar later, in 1958, werd hij wereldkampioen met het Finse team. In zijn actieve tijd was hij aangesloten bij Oulunkylän Tähti.

### Zanger en acteur
Tapio Rautavaara was niet alleen succesvol als sporter, maar ook als zanger en acteur. Zijn rustige, sentimentele popliedjes zijn in Finland nog altijd populair. Zijn versie van Johnny Cash' hit I Walk the Line (Fins: Yölinjalla) is 's avonds een van meest gedraaide nummers. Hij speelde in talrijke Finse films en werd ook voor de rol als Tarzan voorgedragen, nadat de Amerikaanse acteur en olympisch kampioen Johnny Weissmuller zijn carrière had beëindigd.
Op 25 september 1979 gleed hij uit bij het zwembad van Tikkurila en kwam hij op zijn hoofd terecht. Een dichtbijgelegen eerste hulp negeerde zijn verwonding en dacht dat hij dronken was. Een dag later bezweek hij aan een hersenbloeding. In Oulunkylä, een wijk in het noorden van Helsinki, waar hij het grootste deel van zijn leven woonde, is een standbeeld ter ere aan hem opgericht.

## Titels
- Olympisch kampioen speerwerpen - 1948
- Fins kampioen speerwerpen - 1944, 1945, 1947, 1948, 1949
- Fins kampioen boogschieten - 1955

## Persoonlijk record
| Onderdeel   | Prestatie | Datum | Plaats |
| ----------- | --------- | ----- | ------ |
| speerwerpen | 75,47 m   | 1945  |        |

## Palmares

### speerwerpen
- 1946:  EK - 66,44 m
- 1948:  OS - 69,77 m
- 1950: 5e EK - 66,20 m

## Discografie
- "Päivänsäde ja menninkäinen", 1949/1965
- "Reissumies ja kissa", 1949
- "Kulkuri ja joutsen", 1950
- "Isoisän olkihattu", 1951/1964
- "Ontuva Eriksson", 1951
- "Sininen uni", 1952
- "Juokse sinä humma", 1953
- "Huutolaispojan laulu", 1956
- "Kulkuriveljeni Jan", 1956
- "Yölinjalla", 1962
- "Tuopin jäljet", 1963
- "Korttipakka", 1976

## Filmografie
- Vain sinulle (1945)
- Synnin jäljet (1946)
- Kuudes käsky (1947)
- Kultamitalivaimo (1947)
- Sinut minä tahdon (1949)
- Aila, Pohjolan tytär (1951)
- Rion yö (1951)
- Salakuljettajan laulu (1952)
- Pekka Puupää (1953)
- 2 hauskaa vekkulia (1953)
- Me tulemme taas (1953)
- Kummituskievari (1954)
- Veteraanin voitto (1955)
- Villi Pohjola (1955)
- Kaunis Kaarina (1955)
- Kahden ladun poikki (1958)
- Molskis, sanoi Eemeli, molskis! (1960)
- Tähtisumua (1961)
- X-paroni (1964)
- Anna (1970)

- Bibsys: 15030271
- Bibliothèque nationale de France: cb138089591 (data)
- Gemeinsame Normdatei: 1046308351
- International Standard Name Identifier: 0000 0000 2464 8531
- Library of Congress Control Number: n78087106
- MusicBrainz: 1d6e26e7-5eb8-4b95-b7d5-c2c8f60c6eae
- Virtual International Authority File: 30803965

1908: Eric Lemming ·
1912: Eric Lemming ·
1920: Jonni Myyrä ·
1924: Jonni Myyrä ·
1928: Erik Lundqvist ·
1932: Matti Järvinen ·
1936: Gerhard Stöck ·
1948: Tapio Rautavaara ·
1952: Cyrus Young ·
1956: Egil Danielsen ·
1960: Viktor Tsyboelenko ·
1964: Pauli Nevala ·
1968: Jānis Lūsis ·
1972: Klaus Wolfermann ·
1976: Miklós Németh ·
1980: Dainis Kūla ·
1984: Arto Härkönen ·
1988: Tapio Korjus ·
1992: Jan Železný ·
1996: Jan Železný ·
2000: Jan Železný ·
2004: Andreas Thorkildsen ·
2008: Andreas Thorkildsen ·
2012: Keshorn Walcott ·
2016: Thomas Röhler ·
2020: Neeraj Chopra ·
2024: Arshad Nadeem